# Psychobiella sordida
Psychobiella sordida is een insect uit de familie van de bruine gaasvliegen (Hemerobiidae), die tot de orde netvleugeligen (Neuroptera) behoort. 
Psychobiella sordida is voor het eerst wetenschappelijk beschreven door Banks in 1909.